# 후석로
후석로(Huseok-ro)는 강원특별자치도 춘천시 석사동 퇴계사거리에서 춘천시 근화동 호반사거리을 잇는 도로이다.

## 주요 경유지
강원특별자치도
- 춘천시 (석사동 . 후평동 . 근화동)

## 노선
| 이름            | 접속 노선       | 소재지          | 소재지          | 비고            |
| 김유정로와 직결 | 김유정로와 직결 | 김유정로와 직결 | 김유정로와 직결 | 김유정로와 직결 |
| --------------- | --------------- | --------------- | --------------- | --------------- |
| 퇴계사거리      | 영서로          | 춘천시          | 석사동          |                 |
| 석사교 교차로   | 퇴계로          | 춘천시          | 석사동          |                 |
| 석사교          |                 | 춘천시          | 석사동          |                 |
| 석사사거리      | 공지로          | 춘천시          | 석사동          |                 |
| 후석재 교차로   | 서부대상로      | 춘천시          | 후평동          |                 |
| 보안사거리      | 후만로          | 춘천시          | 후평동          |                 |
| 후평사거리      | 춘천로          | 춘천시          | 후평동          |                 |
| 공단오거리      | 석주로          | 춘천시          | 후평동          |                 |
| 강변삼거리      | 소양강로        | 춘천시          | 후평동          |                 |
| 호반사거리      | 소양로 영서로   | 춘천시          | 근화동          |                 |

## 주요 건물 및 시설
- 노브랜드 춘천점 (후석로 11/석사동 800)
- 스타벅스 춘천석사DT (후석로 13/석사동 799-4)
- 삼성스토어 석사점 (후석로 17/석사동 799-3)
- KB국민은행 춘천남지점 (후석로 18/석사동 807-2)
- GS25 춘천본점 (후석로 45/석사동 652-1)
- 석사동 행정복지센터 (후석로 48/석사동 665)
- GS25 춘천석사점 (후석로 59/석사동 642-1)
- 농협 춘천농협주유소 엔타점 (후석로 120/석사동 980)
- 메가박스 춘천석사 (후석로 120/석사동 980)
- SK에너지 직영 부안주유소 (후석로 239/후평동 24-4)
- 춘천후평3동 우체국 (후석로 240/후평동 891-6)
- 농협 춘천원예농협 봄내지점 (후석로 247/후평동 25)
- CU 후평인공폭포점 (후석로 260/후평동 836-10)
- 새마을금고 춘천새마을금고 후평동지점 (후석로 284/후평동 801-1)
- 파리바게뜨 춘천후평점 (후석로 293/후평동 796-2)
- 농협 춘천축산농협 보안지점 (후석로 294/후평동 795-1)
- 한국국토정보공사 강원지역본부 (후석로 303/후평동 67-9)
- KT 플라자 후평점 (후석로 309/후평동 67-30)
- LG유플러스 후평동 지적공사점 (후석로 312/후평동 67-72)
- 스타벅스 춘천후평DT점 (후석로 316/후평동 700)
- SK에너지 OK주유소 (후석로 322/후평동 701-4)
- 신한은행 후평동지점 (후석로 326/후평동 701-8)
- 새마을금고 북춘천 새마을금고 후평지점 (후석로 328/후평동 701-2)
- 맥도날드 춘천후평DT점 (후석로 334/후평동 702-5)
- 아성다이소 춘천후평점 (후석로 338/후평동 702-3)
- YTN 춘천지국 (후석로 352/후평동 703-1)
- 춘천후평동우체국 (후석로 354/후평동 703-16)
- 기아 후석대리점 (후석로 374/후평동 724-22)
- SK에너지 농민주유소 (후석로 396/후평동 720)
- GS칼텍스 태우쥬유소 (후석로 400/후평동 565-6)
- 후평1동 행정복지센터 (후석로 403/후평동 713)
- 농협 춘천하나로마트 후평점 (후석로 414/후평동 555-4)
- 농협 춘천농협 후석로지점 (후석로 414/후평동 555-4)
- 농협 춘천철원화천양구축협하나로마트 공단점 (후석로 436/후평동 559-10)
- 춘천소방서 (후석로 446/후평동 257-31)